# Kadumbugu (periodiskt vattendrag i Cankuzo)
Kadumbugu är ett periodiskt vattendrag i Burundi.   Det ligger i provinsen Cankuzo, i den nordöstra delen av landet, 130 kilometer öster om huvudstaden Bujumbura.
I omgivningarna runt Kadumbugu växer huvudsakligen savannskog. Runt Kadumbugu är det ganska tätbefolkat, med 93 invånare per kvadratkilometer.